# Santa Cruz, San Juan Mixtepec -Dto. 08 -
Santa Cruz är en ort i Mexiko.   Den ligger i kommunen San Juan Mixtepec -Dto. 08 - och delstaten Oaxaca, i den sydöstra delen av landet, 270 km sydost om huvudstaden Mexico City. Santa Cruz ligger 1 812 meter över havet och antalet invånare är 465.
Terrängen runt Santa Cruz är huvudsakligen lite bergig. Santa Cruz ligger nere i en dal. Runt Santa Cruz är det ganska glesbefolkat, med 48 invånare per kvadratkilometer. Närmaste större samhälle är Santiago Juxtlahuaca, 17,3 km väster om Santa Cruz. I omgivningarna runt Santa Cruz växer huvudsakligen savannskog.